# Rainer Borgmeier
Rainer Borgmeier (* 5. April 1966) ist ein ehemaliger deutscher Fußballspieler.

## Karriere
Rainer Borgmeier spielte, unter anderem unter Klaus Fischer, in der Amateur-Mannschaft des FC Schalke 04 und wurde 1993 und 1994 Torschützenkönig der Oberliga Westfalen.
Als Fischer in der Saison 1991/92 Trainer der Bundesligamannschaft wurde, gab Borgmeier sein Debüt in Deutschlands höchster Spielklasse. In der Saison 1993/94 kam er bei der Heimniederlage gegen den 1. FC Köln zu seinem zweiten Einsatz. Nach der Saison wechselte er zu TuS Ahlen, wo er bis 1996 spielte. Nach der Fusion mit einigen weiteren Klubs spielte Borgmeier in der nächsten Saison für den neuen Verein LR Ahlen.
Es folgte 1997 sein Wechsel zu seiner letzten Station als Spieler, bei Westfalia Rhynern.
Von 2000 bis 2019 war Rainer Borgmeier zunächst als Trainer und als Sportlicher Leiter und dann als 1. Vorsitzender der Fußballabteilung beim Landesligisten SuS Westenholz tätig.
Vom Juli 2022 bis zum Juni 2024 stand Borgmeier als Co-Trainer der A-Junioren beim SC Verl (Bundesliga West) unter Vertrag. Seit Juli 2024 trainiert er als Co-Trainer die Frauen des FSV Gütersloh 2009, die in der 2. Bundesliga spielen.

## Sonstiges
Borgmeier absolvierte eine Ausbildung bei der Polizei, mit dessen Nationalmannschaft im Fußball er Europameister wurde.